# المخفاج (السدة)

تعديل مصدري - تعديل

المخفاج محلة تابعة لقرية الضمادي، التابعة لعزلة بني الحارث بمديرية السدة إحدى مديريات محافظة إب في الجمهورية اليمنية.، بلغ تعداد سكانها 92 حسب تعداد اليمن لعام 2004.